# Paracles uruguayensis
Paracles uruguayensis är en fjärilsart som beskrevs av Berg 1886. Paracles uruguayensis ingår i släktet Paracles och familjen björnspinnare. Inga underarter finns listade i Catalogue of Life.